# Тукаєвський район
Тукаєвський район (рос. Тукаевский район, тат. Тукай районы) — муніципальний район у складі Республіки Татарстан Російської Федерації.
Адміністративний центр — місто Набережні Човни, яке утворює окремий міський округ та до складу району не входить.

## Адміністративний устрій
До складу району входять 23 сільських поселень:
1. Азьмушкинське сільське поселення;
2. Бетькинське сільське поселення;
3. Біклянське сільське поселення;
4. Біюрганське сільське поселення;
5. Бурдинське сільське поселення;
6. Іштеряковське сільське поселення;
7. Калмаське сільське поселення;
8. Калміїнське сільське поселення;
9. Князевське сільське поселення;
10. Комсомольське сільське поселення;
11. Круглопольське сільське поселення;
12. Кузкеєвське сільське поселення;
13. Малошильнінське сільське поселення;
14. Мелекеське сільське поселення;
15. Мусабай-Заводське сільське поселення;
16. Нижньосуїксинське сільське поселення;
17. Новотроїцьке сільське поселення;
18. Семекеєвське сільське поселення;
19. Староабдуловське сільське поселення;
20. Стародрюське сільське поселення;
21. Тлянче-Тамацьке сільське поселення;
22. Шильнебаське сільське поселення;
23. Яна-Буляцьке сільське поселення.